# Johann Neubauer (Widerstandskämpfer)
Johann Neubauer (geboren am 1. November 1920; gestorben am 22. Oktober 1943 in Wien) war ein österreichischer Schlosser und Widerstandskämpfer gegen den Nationalsozialismus. Er wurde von der Justiz des NS-Staats zum Tode verurteilt und im Wiener Landesgericht enthauptet.

## Leben
Johann Neubauer war der Sohn von Maria und Martin Neubauer. Er wuchs mit seinen fünf Geschwistern im Gemeindebau Birkenhof im 10. Wiener Gemeindebezirk auf. Von 1936 bis 1938 war er gewerkschaftlicher Referent für Lehrlingsschutz.
Anfang des Jahres 1940 begann er, im 10. Wiener Gemeindebezirk eine Bezirksgruppe des Kommunistischen Jugendverbandes Österreichs (KJVÖ) aufzubauen. Durch sein Engagement im NSKK tarnte er seine politische Arbeit. Er war Mitglied der „Gruppe Soldatenrat“. Über seine politische Arbeit ist bekannt, dass er Flugschriften und andere politische Texte, unter anderem „Die Rote Fahne“, verteilte, dass er Kontakt zu Genossen im Umkreis von Wien aufbaute, Wanderungen organisierte und Schulungsvorträge für die kommunistische Bewegung hielt. Der Gefahren, die mit politischen Engagement zu dieser Zeit einhergingen, war sich Neubauer bewusst. Bei einem Vortrag im Rahmen eines Ausfluges zur Hohen Wand warnte er vor möglichen Spitzeln und bat darum, den kommunistischen Schulungsvortrag abzubrechen.
Im Mai 1940 beschloss Neubauer, gemeinsam mit Elfriede Hartmann und anderen Genossen, Flugschriften für die Soldaten an der Front zu verfassen und mehrere tausend Stück davon zu versenden. Die von Franz Reingruber verfasste Flugschrift enthielt laut Anklageschrift die Aufforderung, „dass der Krieg sinnlos sei und für die Soldaten die Pflicht bestehe, seine Fortführung zu verhindern.“ Der Plan, die Flugschriften zu versenden, schlug fehl, da zu dieser Zeit eine Feldpostsperre eingeführt wurde. Neubauer wurde am 18. Juli 1941 verhaftet, sechs Monate später wurde seine Tochter geboren. Neubauer war einer von 1.183 Menschen, die von den Nationalsozialisten im Landesgericht Wien geköpft wurden.

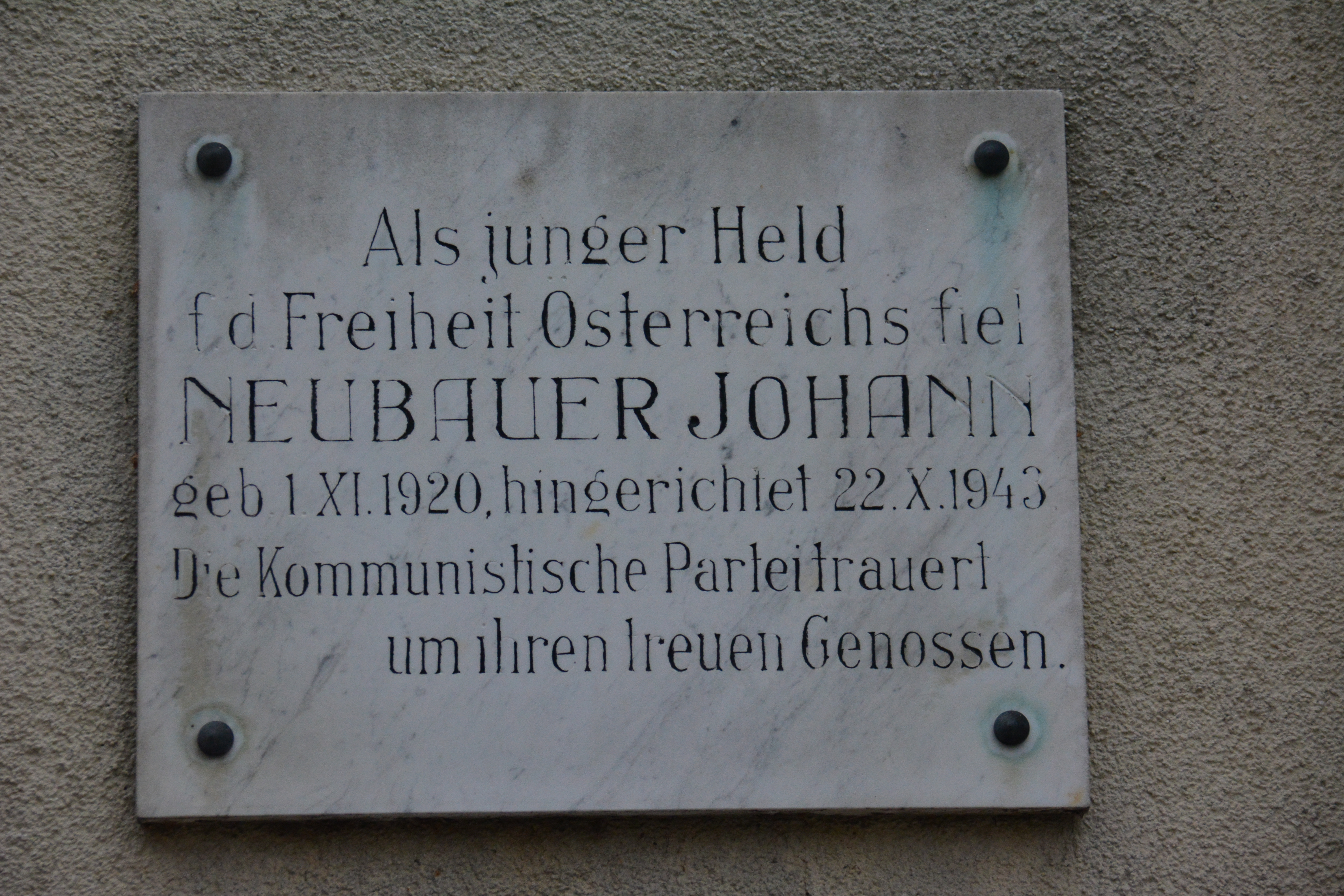
Gedenktafel Johann Neubauer

## Gedenken
Sein Grab befindet sich am Wiener Zentralfriedhof, Gruppe 40, Reihe 25, Nr. 193. Eine Gedenktafel im Birkenhof (10. Wiener Gemeindebezirk) erinnert an ihn. Neubauers Name findet sich auch auf der Gedenktafel im ehemaligen Hinrichtungsraum des Wiener Landesgerichts.